# Ferdinand Hellmesberger
Ferdinand Hellmesberger, né le 24 janvier 1863 à Vienne et mort le 15 mars 1940 à Vienne, est un chef d'orchestre, violoncelliste et compositeur autrichien.

## Biographie
Ferdinand Hellmesberger est le fils de Josef Hellmesberger I et le frère de Josef Hellmesberger II. Dès 1879, il est membre de la Hofmusikkapelle de Vienne et, à partir de 1883, il intègre le quatuor Hellmesberger. De 1902 à 1905, il est maître de chapelle à la Volksoper de Vienne et, dès 1910, il effectue des tournées avec son orchestre dans les villes d'Abbazia, Baden, Karlovy Vary et Marienbad.
Sa sépulture se trouve au cimetière de Hietzing (en groupe 15, point 4, D).